# Don't Be a Menace to South Central While Drinking Your Juice in the Hood
Don't Be a Menace to South Central While Drinking Your Juice in the Hood (conocida en Hispanoamérica como Los colegas del Barrio) es una película de Comedia y parodia estadounidense dirigida por París Barclay y Escrita por los hermanos Wayans Shawn Wayans y Marlon Wayans y producida por Keenen lvory Wayans, que también protagonizaron. La película se estrenó en Estados Unidos el 12 de enero de 1996.

## Sinopsis
Ashtray, conocido como Tray, es enviado a vivir con su padre al barrio de Los Ángeles de South Central. Tray recibe lecciones sobre la vida en las calles de su primo psicótico Loc Dog, de su abuela malhablada y fumadora de marihuana, de los Pops, menores de edad y de los pandilleros Preach y Crazy Legs. 
En un pícnic, Tray se enamora de la infame Dashiki, que tiene siete hijos, para disgusto del exconvicto Toothpick, que resulta ser su exnovio. Cuando Ashtray y Loc Dog salen a comprar bocadillos, Toothpick y su equipo, Al Dog y Sam, se enfrentan a Ashtray y lo retienen a punta de pistola hasta que Loc Dog los amenaza con un misil montado en la parte trasera de su camioneta, con lo cual Toothpick y su pandilla huyen de la escena.
Más tarde Loc Dog y Ashtray son acosados en una tienda coreana por los dueños, y Loc Dog les dispara cuando hacen un comentario sobre su madre. Luego, los dos se enfrentan a "The Man" (un misterioso blanco del gobierno), que mata a los coreanos, les arroja su arma para incriminarlos y se va.
Mientras tanto, Ashtray y la abuela van a la iglesia y otra anciana la critica, lo que resulta en un concurso de break dance que la abuela gana.
Ashtray visita a Dashiki y tienen relaciones sexuales e inmediatamente Dashiki  afirma que la ha embarazado. Sintiendo que no es lo suficientemente responsable como para ser el padre, Dashiki lo echa. Mientras tanto, Sam se enfrenta a Ashtray, Loc Dog, Preach y Crazy Legs porque Ashtray embarazó a Dashiki. Loc Dog lo noquea y él, Ashtray y Preach proceden a golpearlo y pisotearlo, aplastándolo (literalmente). El cuarteto decide protegerse de su amigo Old School, quien les aconseja protegerse y cuidarse el uno al otro, hasta que su madre sale y le dice que limpie su dormitorio.
Momentos después, Toothpick dispara desde un vehículo en venganza por la paliza a Sam y Crazy Legs resulta herido. Con Crazy Legs hospitalizado, Tray decide enfrentarse a Dashiki y convertirse en padre de su bebé recién nacido. Dashiki acepta darle a Tray otra oportunidad y deciden dejar el barrio como habían planeado.
Más tarde Ashtray lee un cuento para dormir a su padre (que es demasiado joven para ir a una fiesta) lo que hace que eyacule antes de irse a dormir. En la fiesta, Loc Dog conoce a Keisha, a quien luego lleva a su camión de correo para beber y tener sexo, durante la cual Keisha se convierte en un monstruo demoníaco y ataca a Loc Dog, desnudándolo mientras intenta escapar gritando.
Ashtray y Loc Dog hablan sobre la marcha de Ashtray mientras Toothpick y su pandilla se preparan para otro tiroteo desde un vehículo. Él y Loc Dog chocan, y Ashtray recibe un disparo. Mientras la pandilla de Loc Dog y Toothpick continúan intercambiando disparos, la abuela sale del contenedor de basura y dispara al auto de Toothpick, golpea a Al Dog y revienta una llanta, lo que hace que Toothpick salga disparado del auto y aterrice en un coche de policía. Preach y Dashiki encuentran a Ashtray herido, recupera la conciencia y besa a Dashiki. Una mujer encuentra Toothpick (resulta ser su madre) y lo golpea con su zapato por robarle en el pasado. Posteriormente, Toothpick y su banda son presuntamente arrestados.
Luego, todos toman caminos separados: Ashtray y Dashiki se casan y disfrutan de sus vidas, Loc Dog se convierte en el presentador de Death Comedy Jam (una parodia de Def Comedy Jam) y abre y cierra el programa con blasfemias extremas, predica y su enamoramiento se establece junto. Crazy Legs se convierte en bailarina como siempre había soñado, y la abuela es, como dice Ashtray, "todavía abuela" (mostrándola fumando  cannabis).

## Reparto
- Shawn Wayans como Ashtray.
- Marlon Wayans como Loc Dog.
- Vívica A.Fox como la madre Ashtray
- Helen Martín como abuela de Loc Dog.
- Suli McCullough como Crazy Legs.
- Bernie Mac como Self Hatred.
- Terri J. Vaughn como Keisha.
- Keenen lvory Wayans como el cartero.
- Tracey Cherelle Jones como Dashiki.
- Darrell Heath como Toothpick..
- Antonio Fargas como Old School.

- Datos: Q1619928